# Tour du Guangxi 2018
La 2e édition du Tour du Guangxi a lieu du 16 au 21 octobre 2018, en Chine entre les villes de Beihai et Guilin, sur un parcours de 911,4 kilomètres réparti en cinq étapes. La course fait partie du calendrier UCI World Tour en catégorie 2.UWT. 

## Équipes
Dix-huit équipes participent à la course, toutes de catégorie World tour.
| WorldTeams (18)- AG2R La Mondiale - Astana - Bahrain-Merida - BMC Racing Team - Bora-Hansgrohe - Dimension Data - EF Education First-Drapac p/b Cannondale - Groupama-FDJ - Katusha-Alpecin - Lotto NL-Jumbo - Lotto Soudal - Mitchelton-Scott - Movistar Team - Quick-Step Floors - Sky - Team Sunweb - Trek-Segafredo - UAE Team Emirates |
| |

## Étapes
Ce Tour du Guangxi est constitué de cinq étapes réparties en trois étapes plates et trois étapes vallonnées, représentant un parcours de 911,4 kilomètres.
| Étape     | Date    | Villes étapes            | type                      | Distance (km) | Vainqueur d'étape | Leader du classement général |
| --------- | ------- | ------------------------ | ------------------------- | ------------- | ----------------- | ---------------------------- |
| 1re étape | 16 oct. | Beihai – Beihai          | étape de plaine           | 107,4         | Dylan Groenewegen | Dylan Groenewegen            |
| 2e étape  | 17 oct. | Beihai – Qinzhou         | étape de plaine           | 145,2         | Pascal Ackermann  | Dylan Groenewegen            |
| 3e étape  | 18 oct. | Nanning – Nanning        | étape de plaine           | 125,4         | Fabio Jakobsen    | Fabio Jakobsen               |
| 4e étape  | 19 oct. | Nanning – Xian de Mashan | étape de moyenne montagne | 152,2         | Gianni Moscon     | Gianni Moscon                |
| 5e étape  | 20 oct. | Liuzhou – Guilin         | étape de moyenne montagne | 212,2         | Matteo Trentin    | Gianni Moscon                |
| 6e étape  | 21 oct. | Guilin – Guilin          | étape de moyenne montagne | 169           | Fabio Jakobsen    | Gianni Moscon                |

## Déroulement de la course

### 1reétape
| \| Classement de l'étape \| Classement de l'étape \| Classement de l'étape \| Classement de l'étape \| Classement de l'étape \| \| Coureur \| Coureur \| Pays \| Équipe \| Temps \| \| --------------------- \| --------------------------- \| --------------------- \| --------------------- \| --------------------- \| \| 1er \| Dylan Groenewegen \| Pays-Bas \| LottoNL-Jumbo \| 2 h 21 min 45 s \| \| 2e \| Max Walscheid \| Allemagne \| Team Sunweb \| + 0 s \| \| 3e \| Fabio Jakobsen \| Pays-Bas \| Quick-Step Floors \| + 0 s \| \| 4e \| Pascal Ackermann \| Allemagne \| Bora-Hansgrohe \| + 0 s \| \| 5e \| Matteo Trentin \| Italie \| Mitchelton-Scott \| + 0 s \| \| 6e \| Reinardt Janse van Rensburg \| Afrique du Sud \| Dimension Data \| + 0 s \| \| 7e \| Arnaud Démare \| France \| Groupama-FDJ \| + 0 s \| \| 8e \| Jasper Stuyven \| Belgique \| Trek-Segafredo \| + 0 s \| \| 9e \| Enzo Wouters \| Belgique \| Lotto-Soudal \| + 0 s \| \| 10e \| Clément Venturini \| France \| AG2R La Mondiale \| + 0 s \| |                             |                |                   |                 |
| |                             |                |                   |                 |
| Source : ProCyclingStats |                             |                |                   |                 |
| Classement de l'étape |                             |                |                   |                 |
| Coureur | Coureur                     | Pays           | Équipe            | Temps           |
| 1er | Dylan Groenewegen           | Pays-Bas       | LottoNL-Jumbo     | 2 h 21 min 45 s |
| 2e | Max Walscheid               | Allemagne      | Team Sunweb       | + 0 s           |
| 3e | Fabio Jakobsen              | Pays-Bas       | Quick-Step Floors | + 0 s           |
| 4e | Pascal Ackermann            | Allemagne      | Bora-Hansgrohe    | + 0 s           |
| 5e | Matteo Trentin              | Italie         | Mitchelton-Scott  | + 0 s           |
| 6e | Reinardt Janse van Rensburg | Afrique du Sud | Dimension Data    | + 0 s           |
| 7e | Arnaud Démare               | France         | Groupama-FDJ      | + 0 s           |
| 8e | Jasper Stuyven              | Belgique       | Trek-Segafredo    | + 0 s           |
| 9e | Enzo Wouters                | Belgique       | Lotto-Soudal      | + 0 s           |
| 10e | Clément Venturini           | France         | AG2R La Mondiale  | + 0 s           |

| \| Classement général \| Classement général \| Classement général \| Classement général \| Classement général \| \| Coureur \| Coureur \| Pays \| Équipe \| Temps \| \| ------------------ \| --------------------------- \| ------------------ \| ------------------ \| ------------------ \| \| 1er \| Dylan Groenewegen \| Pays-Bas \| LottoNL-Jumbo \| 2 h 21 min 35 s \| \| 2e \| Silvan Dillier \| Suisse \| AG2R La Mondiale \| + 2 s \| \| 3e \| Max Walscheid \| Allemagne \| Team Sunweb \| + 4 s \| \| 4e \| Fabio Jakobsen \| Pays-Bas \| Quick-Step Floors \| + 6 s \| \| 5e \| Andriy Grivko \| Ukraine \| Astana \| + 6 s \| \| 6e \| Marco Haller \| Autriche \| Katusha-Alpecin \| + 7 s \| \| 7e \| Jay Robert Thomson \| Afrique du Sud \| Dimension Data \| + 9 s \| \| 8e \| Pascal Ackermann \| Allemagne \| Bora-Hansgrohe \| + 10 s \| \| 9e \| Matteo Trentin \| Italie \| Mitchelton-Scott \| + 10 s \| \| 10e \| Reinardt Janse van Rensburg \| Afrique du Sud \| Dimension Data \| + 10 s \| |                             |                |                   |                 |
| |                             |                |                   |                 |
| Source : ProCyclingStats |                             |                |                   |                 |
| Classement général |                             |                |                   |                 |
| Coureur | Coureur                     | Pays           | Équipe            | Temps           |
| 1er | Dylan Groenewegen           | Pays-Bas       | LottoNL-Jumbo     | 2 h 21 min 35 s |
| 2e | Silvan Dillier              | Suisse         | AG2R La Mondiale  | + 2 s           |
| 3e | Max Walscheid               | Allemagne      | Team Sunweb       | + 4 s           |
| 4e | Fabio Jakobsen              | Pays-Bas       | Quick-Step Floors | + 6 s           |
| 5e | Andriy Grivko               | Ukraine        | Astana            | + 6 s           |
| 6e | Marco Haller                | Autriche       | Katusha-Alpecin   | + 7 s           |
| 7e | Jay Robert Thomson          | Afrique du Sud | Dimension Data    | + 9 s           |
| 8e | Pascal Ackermann            | Allemagne      | Bora-Hansgrohe    | + 10 s          |
| 9e | Matteo Trentin              | Italie         | Mitchelton-Scott  | + 10 s          |
| 10e | Reinardt Janse van Rensburg | Afrique du Sud | Dimension Data    | + 10 s          |

### 2eétape
| \| Classement de l'étape \| Classement de l'étape \| Classement de l'étape \| Classement de l'étape \| Classement de l'étape \| \| Coureur \| Coureur \| Pays \| Équipe \| Temps \| \| --------------------- \| --------------------- \| --------------------- \| ------------------------- \| --------------------- \| \| 1er \| Pascal Ackermann \| Allemagne \| Bora-Hansgrohe \| 3 h 18 min 58 s \| \| 2e \| Fabio Jakobsen \| Pays-Bas \| Quick-Step Floors \| + 0 s \| \| 3e \| Dylan Groenewegen \| Pays-Bas \| LottoNL-Jumbo \| + 0 s \| \| 4e \| Lawrence Naesen \| Belgique \| Lotto-Soudal \| + 0 s \| \| 5e \| Clément Venturini \| France \| AG2R La Mondiale \| + 0 s \| \| 6e \| Max Walscheid \| Allemagne \| Team Sunweb \| + 0 s \| \| 7e \| Matteo Trentin \| Italie \| Mitchelton-Scott \| + 0 s \| \| 8e \| Jenthe Biermans \| Belgique \| Katusha-Alpecin \| + 0 s \| \| 9e \| Enzo Wouters \| Belgique \| Lotto-Soudal \| + 0 s \| \| 10e \| Daniel McLay \| Royaume-Uni \| EF Education First-Drapac \| + 0 s \| |                   |             |                           |                 |
| |                   |             |                           |                 |
| Source : ProCyclingStats |                   |             |                           |                 |
| Classement de l'étape |                   |             |                           |                 |
| Coureur | Coureur           | Pays        | Équipe                    | Temps           |
| 1er | Pascal Ackermann  | Allemagne   | Bora-Hansgrohe            | 3 h 18 min 58 s |
| 2e | Fabio Jakobsen    | Pays-Bas    | Quick-Step Floors         | + 0 s           |
| 3e | Dylan Groenewegen | Pays-Bas    | LottoNL-Jumbo             | + 0 s           |
| 4e | Lawrence Naesen   | Belgique    | Lotto-Soudal              | + 0 s           |
| 5e | Clément Venturini | France      | AG2R La Mondiale          | + 0 s           |
| 6e | Max Walscheid     | Allemagne   | Team Sunweb               | + 0 s           |
| 7e | Matteo Trentin    | Italie      | Mitchelton-Scott          | + 0 s           |
| 8e | Jenthe Biermans   | Belgique    | Katusha-Alpecin           | + 0 s           |
| 9e | Enzo Wouters      | Belgique    | Lotto-Soudal              | + 0 s           |
| 10e | Daniel McLay      | Royaume-Uni | EF Education First-Drapac | + 0 s           |

| \| Classement général \| Classement général \| Classement général \| Classement général \| Classement général \| \| Coureur \| Coureur \| Pays \| Équipe \| Temps \| \| ------------------ \| ------------------ \| ------------------ \| ------------------ \| ------------------ \| \| 1er \| Dylan Groenewegen \| Pays-Bas \| LottoNL-Jumbo \| 5 h 40 min 29 s \| \| 2e \| Pascal Ackermann \| Allemagne \| Bora-Hansgrohe \| + 4 s \| \| 3e \| Fabio Jakobsen \| Pays-Bas \| Quick-Step Floors \| + 4 s \| \| 4e \| Silvan Dillier \| Suisse \| AG2R La Mondiale \| + 6 s \| \| 5e \| Andriy Grivko \| Ukraine \| Astana \| + 6 s \| \| 6e \| Rémi Cavagna \| France \| Quick-Step Floors \| + 6 s \| \| 7e \| Max Walscheid \| Allemagne \| Team Sunweb \| + 8 s \| \| 8e \| Alex Dowsett \| Royaume-Uni \| Katusha-Alpecin \| + 8 s \| \| 9e \| Marco Haller \| Autriche \| Katusha-Alpecin \| + 11 s \| \| 10e \| Jay Robert Thomson \| Afrique du Sud \| Dimension Data \| + 13 s \| |                    |                |                   |                 |
| |                    |                |                   |                 |
| Source : ProCyclingStats |                    |                |                   |                 |
| Classement général |                    |                |                   |                 |
| Coureur | Coureur            | Pays           | Équipe            | Temps           |
| 1er | Dylan Groenewegen  | Pays-Bas       | LottoNL-Jumbo     | 5 h 40 min 29 s |
| 2e | Pascal Ackermann   | Allemagne      | Bora-Hansgrohe    | + 4 s           |
| 3e | Fabio Jakobsen     | Pays-Bas       | Quick-Step Floors | + 4 s           |
| 4e | Silvan Dillier     | Suisse         | AG2R La Mondiale  | + 6 s           |
| 5e | Andriy Grivko      | Ukraine        | Astana            | + 6 s           |
| 6e | Rémi Cavagna       | France         | Quick-Step Floors | + 6 s           |
| 7e | Max Walscheid      | Allemagne      | Team Sunweb       | + 8 s           |
| 8e | Alex Dowsett       | Royaume-Uni    | Katusha-Alpecin   | + 8 s           |
| 9e | Marco Haller       | Autriche       | Katusha-Alpecin   | + 11 s          |
| 10e | Jay Robert Thomson | Afrique du Sud | Dimension Data    | + 13 s          |

### 3eétape
| \| Classement de l'étape \| Classement de l'étape \| Classement de l'étape \| Classement de l'étape \| Classement de l'étape \| \| Coureur \| Coureur \| Pays \| Équipe \| Temps \| \| --------------------- \| --------------------- \| --------------------- \| --------------------- \| --------------------- \| \| 1er \| Fabio Jakobsen \| Pays-Bas \| Quick-Step Floors \| 2 h 43 min 54 s \| \| 2e \| Pascal Ackermann \| Allemagne \| Bora-Hansgrohe \| + 0 s \| \| 3e \| Max Walscheid \| Allemagne \| Team Sunweb \| + 0 s \| \| 4e \| Dylan Groenewegen \| Pays-Bas \| LottoNL-Jumbo \| + 0 s \| \| 5e \| Arnaud Démare \| France \| Groupama-FDJ \| + 0 s \| \| 6e \| Riccardo Minali \| Italie \| Astana \| + 0 s \| \| 7e \| Enzo Wouters \| Belgique \| Lotto-Soudal \| + 0 s \| \| 8e \| Luka Mezgec \| Slovénie \| Mitchelton-Scott \| + 0 s \| \| 9e \| Clément Venturini \| France \| AG2R La Mondiale \| + 0 s \| \| 10e \| Roger Kluge \| Allemagne \| Mitchelton-Scott \| + 0 s \| |                   |           |                   |                 |
| |                   |           |                   |                 |
| Source : ProCyclingStats |                   |           |                   |                 |
| Classement de l'étape |                   |           |                   |                 |
| Coureur | Coureur           | Pays      | Équipe            | Temps           |
| 1er | Fabio Jakobsen    | Pays-Bas  | Quick-Step Floors | 2 h 43 min 54 s |
| 2e | Pascal Ackermann  | Allemagne | Bora-Hansgrohe    | + 0 s           |
| 3e | Max Walscheid     | Allemagne | Team Sunweb       | + 0 s           |
| 4e | Dylan Groenewegen | Pays-Bas  | LottoNL-Jumbo     | + 0 s           |
| 5e | Arnaud Démare     | France    | Groupama-FDJ      | + 0 s           |
| 6e | Riccardo Minali   | Italie    | Astana            | + 0 s           |
| 7e | Enzo Wouters      | Belgique  | Lotto-Soudal      | + 0 s           |
| 8e | Luka Mezgec       | Slovénie  | Mitchelton-Scott  | + 0 s           |
| 9e | Clément Venturini | France    | AG2R La Mondiale  | + 0 s           |
| 10e | Roger Kluge       | Allemagne | Mitchelton-Scott  | + 0 s           |

| \| Classement général \| Classement général \| Classement général \| Classement général \| Classement général \| \| Coureur \| Coureur \| Pays \| Équipe \| Temps \| \| ------------------ \| ------------------ \| ------------------ \| ------------------ \| ------------------ \| \| 1er \| Fabio Jakobsen \| Pays-Bas \| Quick-Step Floors \| 8 h 24 min 17 s \| \| 2e \| Pascal Ackermann \| Allemagne \| Bora-Hansgrohe \| + 4 s \| \| 3e \| Dylan Groenewegen \| Pays-Bas \| LottoNL-Jumbo \| + 6 s \| \| 4e \| Max Walscheid \| Allemagne \| Team Sunweb \| + 10 s \| \| 5e \| Silvan Dillier \| Suisse \| AG2R La Mondiale \| + 12 s \| \| 6e \| Andriy Grivko \| Ukraine \| Astana \| + 12 s \| \| 7e \| Rémi Cavagna \| France \| Quick-Step Floors \| + 12 s \| \| 8e \| Alex Dowsett \| Royaume-Uni \| Katusha-Alpecin \| + 14 s \| \| 9e \| Owain Doull \| Royaume-Uni \| Team Sky \| + 15 s \| \| 10e \| Jasha Sütterlin \| Allemagne \| Movistar Team \| + 17 s \| |                   |             |                   |                 |
| |                   |             |                   |                 |
| Source : ProCyclingStats |                   |             |                   |                 |
| Classement général |                   |             |                   |                 |
| Coureur | Coureur           | Pays        | Équipe            | Temps           |
| 1er | Fabio Jakobsen    | Pays-Bas    | Quick-Step Floors | 8 h 24 min 17 s |
| 2e | Pascal Ackermann  | Allemagne   | Bora-Hansgrohe    | + 4 s           |
| 3e | Dylan Groenewegen | Pays-Bas    | LottoNL-Jumbo     | + 6 s           |
| 4e | Max Walscheid     | Allemagne   | Team Sunweb       | + 10 s          |
| 5e | Silvan Dillier    | Suisse      | AG2R La Mondiale  | + 12 s          |
| 6e | Andriy Grivko     | Ukraine     | Astana            | + 12 s          |
| 7e | Rémi Cavagna      | France      | Quick-Step Floors | + 12 s          |
| 8e | Alex Dowsett      | Royaume-Uni | Katusha-Alpecin   | + 14 s          |
| 9e | Owain Doull       | Royaume-Uni | Team Sky          | + 15 s          |
| 10e | Jasha Sütterlin   | Allemagne   | Movistar Team     | + 17 s          |

### 4eétape
| \| Classement de l'étape \| Classement de l'étape \| Classement de l'étape \| Classement de l'étape \| Classement de l'étape \| \| Coureur \| Coureur \| Pays \| Équipe \| Temps \| \| --------------------- \| --------------------- \| --------------------- \| ------------------------- \| --------------------- \| \| 1er \| Gianni Moscon \| Italie \| Team Sky \| 3 h 38 min 02 s \| \| 2e \| Felix Großschartner \| Autriche \| Bora-Hansgrohe \| + 5 s \| \| 3e \| Sergey Chernetskiy \| Russie \| Astana \| + 8 s \| \| 4e \| Carlos Verona \| Espagne \| Mitchelton-Scott \| + 11 s \| \| 5e \| Rigoberto Urán \| Colombie \| EF Education First-Drapac \| + 11 s \| \| 6e \| Luis León Sánchez \| Espagne \| Astana \| + 15 s \| \| 7e \| Rémi Cavagna \| France \| Quick-Step Floors \| + 15 s \| \| 8e \| Rubén Fernández \| Espagne \| Movistar Team \| + 15 s \| \| 9e \| Davide Villella \| Italie \| Astana \| + 18 s \| \| 10e \| Jan Polanc \| Slovénie \| UAE Team Emirates \| + 18 s \| |                     |          |                           |                 |
| |                     |          |                           |                 |
| Source : ProCyclingStats |                     |          |                           |                 |
| Classement de l'étape |                     |          |                           |                 |
| Coureur | Coureur             | Pays     | Équipe                    | Temps           |
| 1er | Gianni Moscon       | Italie   | Team Sky                  | 3 h 38 min 02 s |
| 2e | Felix Großschartner | Autriche | Bora-Hansgrohe            | + 5 s           |
| 3e | Sergey Chernetskiy  | Russie   | Astana                    | + 8 s           |
| 4e | Carlos Verona       | Espagne  | Mitchelton-Scott          | + 11 s          |
| 5e | Rigoberto Urán      | Colombie | EF Education First-Drapac | + 11 s          |
| 6e | Luis León Sánchez   | Espagne  | Astana                    | + 15 s          |
| 7e | Rémi Cavagna        | France   | Quick-Step Floors         | + 15 s          |
| 8e | Rubén Fernández     | Espagne  | Movistar Team             | + 15 s          |
| 9e | Davide Villella     | Italie   | Astana                    | + 18 s          |
| 10e | Jan Polanc          | Slovénie | UAE Team Emirates         | + 18 s          |

| \| Classement général \| Classement général \| Classement général \| Classement général \| Classement général \| \| Coureur \| Coureur \| Pays \| Équipe \| Temps \| \| ------------------ \| ------------------- \| ------------------ \| ------------------------- \| ------------------ \| \| 1er \| Gianni Moscon \| Italie \| Team Sky \| 12 h 02 min 29 s \| \| 2e \| Felix Großschartner \| Autriche \| Bora-Hansgrohe \| + 9 s \| \| 3e \| Sergey Chernetskiy \| Russie \| Astana \| + 14 s \| \| 4e \| Rémi Cavagna \| France \| Quick-Step Floors \| + 17 s \| \| 5e \| Rigoberto Urán \| Colombie \| EF Education First-Drapac \| + 21 s \| \| 6e \| Carlos Verona \| Espagne \| Mitchelton-Scott \| + 21 s \| \| 7e \| Rubén Fernández \| Espagne \| Movistar Team \| + 25 s \| \| 8e \| Luis León Sánchez \| Espagne \| Astana \| + 25 s \| \| 9e \| Dries Devenyns \| Belgique \| Quick-Step Floors \| + 27 s \| \| 10e \| Natnael Berhane \| Érythrée \| Dimension Data \| + 28 s \| |                     |          |                           |                  |
| |                     |          |                           |                  |
| Source : ProCyclingStats |                     |          |                           |                  |
| Classement général |                     |          |                           |                  |
| Coureur | Coureur             | Pays     | Équipe                    | Temps            |
| 1er | Gianni Moscon       | Italie   | Team Sky                  | 12 h 02 min 29 s |
| 2e | Felix Großschartner | Autriche | Bora-Hansgrohe            | + 9 s            |
| 3e | Sergey Chernetskiy  | Russie   | Astana                    | + 14 s           |
| 4e | Rémi Cavagna        | France   | Quick-Step Floors         | + 17 s           |
| 5e | Rigoberto Urán      | Colombie | EF Education First-Drapac | + 21 s           |
| 6e | Carlos Verona       | Espagne  | Mitchelton-Scott          | + 21 s           |
| 7e | Rubén Fernández     | Espagne  | Movistar Team             | + 25 s           |
| 8e | Luis León Sánchez   | Espagne  | Astana                    | + 25 s           |
| 9e | Dries Devenyns      | Belgique | Quick-Step Floors         | + 27 s           |
| 10e | Natnael Berhane     | Érythrée | Dimension Data            | + 28 s           |

### 5eétape
| \| Classement de l'étape \| Classement de l'étape \| Classement de l'étape \| Classement de l'étape \| Classement de l'étape \| \| Coureur \| Coureur \| Pays \| Équipe \| Temps \| \| --------------------- \| --------------------- \| --------------------- \| --------------------- \| --------------------- \| \| 1er \| Matteo Trentin \| Italie \| Mitchelton-Scott \| 4 h 54 min 34 s \| \| 2e \| Pascal Ackermann \| Allemagne \| Bora-Hansgrohe \| + 0 s \| \| 3e \| Jasper Stuyven \| Belgique \| Trek-Segafredo \| + 0 s \| \| 4e \| Carlos Barbero \| Espagne \| Movistar Team \| + 0 s \| \| 5e \| Lawrence Naesen \| Belgique \| Lotto-Soudal \| + 0 s \| \| 6e \| Clément Venturini \| France \| AG2R La Mondiale \| + 0 s \| \| 7e \| Gianni Moscon \| Italie \| Team Sky \| + 0 s \| \| 8e \| Natnael Berhane \| Érythrée \| Dimension Data \| + 0 s \| \| 9e \| José Gonçalves \| Portugal \| Katusha-Alpecin \| + 0 s \| \| 10e \| Jenthe Biermans \| Belgique \| Katusha-Alpecin \| + 0 s \| |                   |           |                  |                 |
| |                   |           |                  |                 |
| Source : ProCyclingStats |                   |           |                  |                 |
| Classement de l'étape |                   |           |                  |                 |
| Coureur | Coureur           | Pays      | Équipe           | Temps           |
| 1er | Matteo Trentin    | Italie    | Mitchelton-Scott | 4 h 54 min 34 s |
| 2e | Pascal Ackermann  | Allemagne | Bora-Hansgrohe   | + 0 s           |
| 3e | Jasper Stuyven    | Belgique  | Trek-Segafredo   | + 0 s           |
| 4e | Carlos Barbero    | Espagne   | Movistar Team    | + 0 s           |
| 5e | Lawrence Naesen   | Belgique  | Lotto-Soudal     | + 0 s           |
| 6e | Clément Venturini | France    | AG2R La Mondiale | + 0 s           |
| 7e | Gianni Moscon     | Italie    | Team Sky         | + 0 s           |
| 8e | Natnael Berhane   | Érythrée  | Dimension Data   | + 0 s           |
| 9e | José Gonçalves    | Portugal  | Katusha-Alpecin  | + 0 s           |
| 10e | Jenthe Biermans   | Belgique  | Katusha-Alpecin  | + 0 s           |

| \| Classement général \| Classement général \| Classement général \| Classement général \| Classement général \| \| Coureur \| Coureur \| Pays \| Équipe \| Temps \| \| ------------------ \| ------------------- \| ------------------ \| ------------------------- \| ------------------ \| \| 1er \| Gianni Moscon \| Italie \| Team Sky \| 16 h 57 min 03 s \| \| 2e \| Felix Großschartner \| Autriche \| Bora-Hansgrohe \| + 9 s \| \| 3e \| Sergey Chernetskiy \| Russie \| Astana \| + 14 s \| \| 4e \| Rémi Cavagna \| France \| Quick-Step Floors \| + 17 s \| \| 5e \| Carlos Verona \| Espagne \| Mitchelton-Scott \| + 21 s \| \| 6e \| Rigoberto Urán \| Colombie \| EF Education First-Drapac \| + 21 s \| \| 7e \| Rubén Fernández \| Espagne \| Movistar Team \| + 25 s \| \| 8e \| Luis León Sánchez \| Espagne \| Astana \| + 25 s \| \| 9e \| Dries Devenyns \| Belgique \| Quick-Step Floors \| + 27 s \| \| 10e \| Natnael Berhane \| Érythrée \| Dimension Data \| + 28 s \| |                     |          |                           |                  |
| |                     |          |                           |                  |
| Source : ProCyclingStats |                     |          |                           |                  |
| Classement général |                     |          |                           |                  |
| Coureur | Coureur             | Pays     | Équipe                    | Temps            |
| 1er | Gianni Moscon       | Italie   | Team Sky                  | 16 h 57 min 03 s |
| 2e | Felix Großschartner | Autriche | Bora-Hansgrohe            | + 9 s            |
| 3e | Sergey Chernetskiy  | Russie   | Astana                    | + 14 s           |
| 4e | Rémi Cavagna        | France   | Quick-Step Floors         | + 17 s           |
| 5e | Carlos Verona       | Espagne  | Mitchelton-Scott          | + 21 s           |
| 6e | Rigoberto Urán      | Colombie | EF Education First-Drapac | + 21 s           |
| 7e | Rubén Fernández     | Espagne  | Movistar Team             | + 25 s           |
| 8e | Luis León Sánchez   | Espagne  | Astana                    | + 25 s           |
| 9e | Dries Devenyns      | Belgique | Quick-Step Floors         | + 27 s           |
| 10e | Natnael Berhane     | Érythrée | Dimension Data            | + 28 s           |

### 6eétape
| \| Classement de l'étape \| Classement de l'étape \| Classement de l'étape \| Classement de l'étape \| Classement de l'étape \| \| Coureur \| Coureur \| Pays \| Équipe \| Temps \| \| --------------------- \| --------------------------- \| --------------------- \| ------------------------- \| --------------------- \| \| 1er \| Fabio Jakobsen \| Pays-Bas \| Quick-Step Floors \| 3 h 42 min 53 s \| \| 2e \| Pascal Ackermann \| Allemagne \| Bora-Hansgrohe \| + 0 s \| \| 3e \| Rüdiger Selig \| Allemagne \| Bora-Hansgrohe \| + 0 s \| \| 4e \| Reinardt Janse van Rensburg \| Afrique du Sud \| Dimension Data \| + 0 s \| \| 5e \| Max Walscheid \| Allemagne \| Team Sunweb \| + 0 s \| \| 6e \| Carlos Barbero \| Espagne \| Movistar Team \| + 0 s \| \| 7e \| Matteo Trentin \| Italie \| Mitchelton-Scott \| + 0 s \| \| 8e \| Daniel McLay \| Royaume-Uni \| EF Education First-Drapac \| + 0 s \| \| 9e \| Enzo Wouters \| Belgique \| Lotto-Soudal \| + 0 s \| \| 10e \| Feng Chun-kai \| Taipei chinois \| Bahrain-Merida \| + 0 s \| |                             |                |                           |                 |
| |                             |                |                           |                 |
| Source : ProCyclingStats |                             |                |                           |                 |
| Classement de l'étape |                             |                |                           |                 |
| Coureur | Coureur                     | Pays           | Équipe                    | Temps           |
| 1er | Fabio Jakobsen              | Pays-Bas       | Quick-Step Floors         | 3 h 42 min 53 s |
| 2e | Pascal Ackermann            | Allemagne      | Bora-Hansgrohe            | + 0 s           |
| 3e | Rüdiger Selig               | Allemagne      | Bora-Hansgrohe            | + 0 s           |
| 4e | Reinardt Janse van Rensburg | Afrique du Sud | Dimension Data            | + 0 s           |
| 5e | Max Walscheid               | Allemagne      | Team Sunweb               | + 0 s           |
| 6e | Carlos Barbero              | Espagne        | Movistar Team             | + 0 s           |
| 7e | Matteo Trentin              | Italie         | Mitchelton-Scott          | + 0 s           |
| 8e | Daniel McLay                | Royaume-Uni    | EF Education First-Drapac | + 0 s           |
| 9e | Enzo Wouters                | Belgique       | Lotto-Soudal              | + 0 s           |
| 10e | Feng Chun-kai               | Taipei chinois | Bahrain-Merida            | + 0 s           |

## Classements finals

### Classement général final
| \| Classement général \| Classement général \| Classement général \| Classement général \| Classement général \| \| Coureur \| Coureur \| Pays \| Équipe \| Temps \| \| ------------------ \| ------------------- \| ------------------ \| ------------------------- \| ------------------ \| \| 1er \| Gianni Moscon \| Italie \| Team Sky \| 16 h 57 min 03 s \| \| 2e \| Felix Großschartner \| Autriche \| Bora-Hansgrohe \| + 9 s \| \| 3e \| Sergey Chernetskiy \| Russie \| Astana \| + 14 s \| \| 4e \| Rémi Cavagna \| France \| Quick-Step Floors \| + 17 s \| \| 5e \| Carlos Verona \| Espagne \| Mitchelton-Scott \| + 21 s \| \| 6e \| Rigoberto Urán \| Colombie \| EF Education First-Drapac \| + 21 s \| \| 7e \| Rubén Fernández \| Espagne \| Movistar Team \| + 25 s \| \| 8e \| Luis León Sánchez \| Espagne \| Astana \| + 25 s \| \| 9e \| Dries Devenyns \| Belgique \| Quick-Step Floors \| + 27 s \| \| 10e \| Natnael Berhane \| Érythrée \| Dimension Data \| + 28 s \| |                     |          |                           |                  |
| |                     |          |                           |                  |
| Source : ProCyclingStats |                     |          |                           |                  |
| Classement général |                     |          |                           |                  |
| Coureur | Coureur             | Pays     | Équipe                    | Temps            |
| 1er | Gianni Moscon       | Italie   | Team Sky                  | 16 h 57 min 03 s |
| 2e | Felix Großschartner | Autriche | Bora-Hansgrohe            | + 9 s            |
| 3e | Sergey Chernetskiy  | Russie   | Astana                    | + 14 s           |
| 4e | Rémi Cavagna        | France   | Quick-Step Floors         | + 17 s           |
| 5e | Carlos Verona       | Espagne  | Mitchelton-Scott          | + 21 s           |
| 6e | Rigoberto Urán      | Colombie | EF Education First-Drapac | + 21 s           |
| 7e | Rubén Fernández     | Espagne  | Movistar Team             | + 25 s           |
| 8e | Luis León Sánchez   | Espagne  | Astana                    | + 25 s           |
| 9e | Dries Devenyns      | Belgique | Quick-Step Floors         | + 27 s           |
| 10e | Natnael Berhane     | Érythrée | Dimension Data            | + 28 s           |

### Classements annexes finals
| Classement par points | Classement par points | Classement par points | Classement par points | Classement par points |
| Coureur               | Coureur               | Pays                  | Équipe                | Points                |
| --------------------- | --------------------- | --------------------- | --------------------- | --------------------- |
| 1er                   | Fabio Jakobsen        | Pays-Bas              | Quick-Step Floors     | 52 pts                |
| 2e                    | Pascal Ackermann      | Allemagne             | Bora-Hansgrohe        | 52 pts                |
| 3e                    | Dylan Groenewegen     | Pays-Bas              | LottoNL-Jumbo         | 30 pts                |
| 4e                    | Matteo Trentin        | Italie                | Mitchelton-Scott      | 29 pts                |
| 5e                    | Max Walscheid         | Allemagne             | Team Sunweb           | 29 pts                |
| 6e                    | Silvan Dillier        | Suisse                | AG2R La Mondiale      | 24 pts                |
| 7e                    | Nathan Van Hooydonck  | Belgique              | BMC Racing Team       | 22 pts                |
| 8e                    | Rémi Cavagna          | France                | Quick-Step Floors     | 20 pts                |
| 9e                    | Gianni Moscon         | Italie                | Team Sky              | 19 pts                |
| 10e                   | Stefan Küng           | Suisse                | BMC Racing Team       | 16 pts                |

| Classement par points | Classement par points | Classement par points | Classement par points | Classement par points |
| Coureur               | Coureur               | Pays                  | Équipe                | Points                |
| --------------------- | --------------------- | --------------------- | --------------------- | --------------------- |
| 1er                   | Fabio Jakobsen        | Pays-Bas              | Quick-Step Floors     | 52 pts                |
| 2e                    | Pascal Ackermann      | Allemagne             | Bora-Hansgrohe        | 52 pts                |
| 3e                    | Dylan Groenewegen     | Pays-Bas              | LottoNL-Jumbo         | 30 pts                |
| 4e                    | Matteo Trentin        | Italie                | Mitchelton-Scott      | 29 pts                |
| 5e                    | Max Walscheid         | Allemagne             | Team Sunweb           | 29 pts                |
| 6e                    | Silvan Dillier        | Suisse                | AG2R La Mondiale      | 24 pts                |
| 7e                    | Nathan Van Hooydonck  | Belgique              | BMC Racing Team       | 22 pts                |
| 8e                    | Rémi Cavagna          | France                | Quick-Step Floors     | 20 pts                |
| 9e                    | Gianni Moscon         | Italie                | Team Sky              | 19 pts                |
| 10e                   | Stefan Küng           | Suisse                | BMC Racing Team       | 16 pts                |

| Classement de la montagne | Classement de la montagne | Classement de la montagne | Classement de la montagne | Classement de la montagne |
| Coureur                   | Coureur                   | Pays                      | Équipe                    | Points                    |
| ------------------------- | ------------------------- | ------------------------- | ------------------------- | ------------------------- |
| 1er                       | Silvan Dillier            | Suisse                    | AG2R La Mondiale          | 37 pts                    |
| 2e                        | Gianni Moscon             | Italie                    | Team Sky                  | 22 pts                    |
| 3e                        | Tony Martin               | Allemagne                 | Katusha-Alpecin           | 22 pts                    |
| 4e                        | Rigoberto Urán            | Colombie                  | EF Education First-Drapac | 21 pts                    |
| 5e                        | Pascal Eenkhoorn          | Pays-Bas                  | LottoNL-Jumbo             | 18 pts                    |
| 6e                        | Tosh Van der Sande        | Belgique                  | Lotto-Soudal              | 11 pts                    |
| 7e                        | Sergey Chernetskiy        | Russie                    | Astana                    | 10 pts                    |
| 8e                        | Philippe Gilbert          | Belgique                  | Quick-Step Floors         | 6 pts                     |
| 9e                        | Nathan Van Hooydonck      | Belgique                  | BMC Racing Team           | 6 pts                     |
| 10e                       | José Gonçalves            | Portugal                  | Katusha-Alpecin           | 6 pts                     |

| Classement de la montagne | Classement de la montagne | Classement de la montagne | Classement de la montagne | Classement de la montagne |
| Coureur                   | Coureur                   | Pays                      | Équipe                    | Points                    |
| ------------------------- | ------------------------- | ------------------------- | ------------------------- | ------------------------- |
| 1er                       | Silvan Dillier            | Suisse                    | AG2R La Mondiale          | 37 pts                    |
| 2e                        | Gianni Moscon             | Italie                    | Team Sky                  | 22 pts                    |
| 3e                        | Tony Martin               | Allemagne                 | Katusha-Alpecin           | 22 pts                    |
| 4e                        | Rigoberto Urán            | Colombie                  | EF Education First-Drapac | 21 pts                    |
| 5e                        | Pascal Eenkhoorn          | Pays-Bas                  | LottoNL-Jumbo             | 18 pts                    |
| 6e                        | Tosh Van der Sande        | Belgique                  | Lotto-Soudal              | 11 pts                    |
| 7e                        | Sergey Chernetskiy        | Russie                    | Astana                    | 10 pts                    |
| 8e                        | Philippe Gilbert          | Belgique                  | Quick-Step Floors         | 6 pts                     |
| 9e                        | Nathan Van Hooydonck      | Belgique                  | BMC Racing Team           | 6 pts                     |
| 10e                       | José Gonçalves            | Portugal                  | Katusha-Alpecin           | 6 pts                     |

| Classement du meilleur jeune | Classement du meilleur jeune | Classement du meilleur jeune | Classement du meilleur jeune | Classement du meilleur jeune |
| Coureur                      | Coureur                      | Pays                         | Équipe                       | Temps                        |
| ---------------------------- | ---------------------------- | ---------------------------- | ---------------------------- | ---------------------------- |
| 1er                          | Gianni Moscon                | Italie                       | Team Sky                     | 20 h 39 min 56 s             |
| 2e                           | Felix Großschartner          | Autriche                     | Bora-Hansgrohe               | + 9 s                        |
| 3e                           | Rémi Cavagna                 | France                       | Quick-Step Floors            | + 17 s                       |
| 4e                           | Eddie Dunbar                 | Irlande                      | Team Sky                     | + 28 s                       |
| 5e                           | Nathan Van Hooydonck         | Belgique                     | BMC Racing Team              | + 32 s                       |
| 6e                           | Martijn Tusveld              | Pays-Bas                     | Team Sunweb                  | + 38 s                       |
| 7e                           | Hugh Carthy                  | Royaume-Uni                  | EF Education First-Drapac    | + 43 s                       |
| 8e                           | Aurélien Paret-Peintre       | France                       | AG2R La Mondiale             | + 43 s                       |
| 9e                           | Pavel Sivakov                | Russie                       | Team Sky                     | + 56 s                       |
| 10e                          | Clément Venturini            | France                       | AG2R La Mondiale             | + 1 min 07 s                 |

| Classement du meilleur jeune | Classement du meilleur jeune | Classement du meilleur jeune | Classement du meilleur jeune | Classement du meilleur jeune |
| Coureur                      | Coureur                      | Pays                         | Équipe                       | Temps                        |
| ---------------------------- | ---------------------------- | ---------------------------- | ---------------------------- | ---------------------------- |
| 1er                          | Gianni Moscon                | Italie                       | Team Sky                     | 20 h 39 min 56 s             |
| 2e                           | Felix Großschartner          | Autriche                     | Bora-Hansgrohe               | + 9 s                        |
| 3e                           | Rémi Cavagna                 | France                       | Quick-Step Floors            | + 17 s                       |
| 4e                           | Eddie Dunbar                 | Irlande                      | Team Sky                     | + 28 s                       |
| 5e                           | Nathan Van Hooydonck         | Belgique                     | BMC Racing Team              | + 32 s                       |
| 6e                           | Martijn Tusveld              | Pays-Bas                     | Team Sunweb                  | + 38 s                       |
| 7e                           | Hugh Carthy                  | Royaume-Uni                  | EF Education First-Drapac    | + 43 s                       |
| 8e                           | Aurélien Paret-Peintre       | France                       | AG2R La Mondiale             | + 43 s                       |
| 9e                           | Pavel Sivakov                | Russie                       | Team Sky                     | + 56 s                       |
| 10e                          | Clément Venturini            | France                       | AG2R La Mondiale             | + 1 min 07 s                 |

| Classement par équipes | Classement par équipes                   | Classement par équipes | Classement par équipes |
| Équipe                 | Équipe                                   | Pays                   | Temps                  |
| ---------------------- | ---------------------------------------- | ---------------------- | ---------------------- |
| 1re                    | Astana                                   | Kazakhstan             | 62 h 00 min 59 s       |
| 2e                     | Quick-Step Floors                        | Belgique               | + 10 s                 |
| 3e                     | Sky                                      | Royaume-Uni            | + 23 s                 |
| 4e                     | Movistar Team                            | Espagne                | + 40 s                 |
| 5e                     | UAE Team Emirates                        | Émirats arabes unis    | + 54 s                 |
| 6e                     | AG2R La Mondiale                         | France                 | + 1 min 27 s           |
| 7e                     | Dimension Data                           | Afrique du Sud         | + 1 min 31 s           |
| 8e                     | Lotto Soudal                             | Belgique               | + 2 min 08 s           |
| 9e                     | EF Education First-Drapac p/b Cannondale | États-Unis             | + 2 min 16 s           |
| 10e                    | Trek-Segafredo                           | États-Unis             | + 2 min 41 s           |

| Classement par équipes | Classement par équipes                   | Classement par équipes | Classement par équipes |
| Équipe                 | Équipe                                   | Pays                   | Temps                  |
| ---------------------- | ---------------------------------------- | ---------------------- | ---------------------- |
| 1re                    | Astana                                   | Kazakhstan             | 62 h 00 min 59 s       |
| 2e                     | Quick-Step Floors                        | Belgique               | + 10 s                 |
| 3e                     | Sky                                      | Royaume-Uni            | + 23 s                 |
| 4e                     | Movistar Team                            | Espagne                | + 40 s                 |
| 5e                     | UAE Team Emirates                        | Émirats arabes unis    | + 54 s                 |
| 6e                     | AG2R La Mondiale                         | France                 | + 1 min 27 s           |
| 7e                     | Dimension Data                           | Afrique du Sud         | + 1 min 31 s           |
| 8e                     | Lotto Soudal                             | Belgique               | + 2 min 08 s           |
| 9e                     | EF Education First-Drapac p/b Cannondale | États-Unis             | + 2 min 16 s           |
| 10e                    | Trek-Segafredo                           | États-Unis             | + 2 min 41 s           |

### Classements UCI
Le Tour du Guangxi attribue le même nombre des points pour l'UCI World Tour 2018 (uniquement pour les coureurs membres d'équipes World Tour) et le Classement mondial UCI (pour tous les coureurs).
| Position           | 1er | 2e  | 3e  | 4e  | 5e  | 6e  | 7e | 8e | 9e | 10e |
| Classement général | 300 | 250 | 215 | 175 | 120 | 115 | 95 | 75 | 60 | 50  |
| Par étapes         | 40  | 15  | 6   |     |     |     |    |    |    |     |
| Leader             | 6   |     |     |     |     |     |    |    |    |     |

| Rang | Coureur             | Équipe                    | Général | Etape | Leader | Total |
| ---- | ------------------- | ------------------------- | ------- | ----- | ------ | ----- |
| 1    | Gianni Moscon       | Sky                       | 300     | 40    | 12     | 352   |
| 2    | Felix Großschartner | Bora-Hansgrohe            | 250     | 15    | -      | 265   |
| 3    | Sergei Chernetski   | Astana                    | 215     | 6     | -      | 221   |
| 4    | Rémi Cavagna        | Quick-Step Floors         | 175     | -     | -      | 175   |
| 5    | Carlos Verona       | Mitchelton-Scott          | 120     | -     | -      | 120   |
| 6    | Rigoberto Urán      | EF Education First-Drapac | 115     | -     | -      | 115   |
| 7    | Fabio Jakobsen      | Quick-Step Floors         | -       | 101   | 6      | 107   |
| 8    | Rubén Fernández     | Movistar                  | 95      | -     | -      | 95    |
| 9    | Pascal Ackermann    | Bora-Hansgrohe            | 2       | 85    | -      | 87    |
| 10   | Luis León Sánchez   | Astana                    | 75      | -     | -      | 75    |

## Évolution des classements
| Étape               | Vainqueur           | Classement général | Classement par points | Classement de la montagne | Classement du meilleur jeune | Classement par équipes |
| ------------------- | ------------------- | ------------------ | --------------------- | ------------------------- | ---------------------------- | ---------------------- |
| 1                   | Dylan Groenewegen   | Dylan Groenewegen  | Silvan Dillier        | Silvan Dillier            | Dylan Groenewegen            | AG2R La Mondiale       |
| 2                   | Pascal Ackermann    | Dylan Groenewegen  | Dylan Groenewegen     | Silvan Dillier            | Dylan Groenewegen            | AG2R La Mondiale       |
| 3                   | Fabio Jakobsen      | Fabio Jakobsen     | Fabio Jakobsen        | Silvan Dillier            | Fabio Jakobsen               | AG2R La Mondiale       |
| 4                   | Gianni Moscon       | Gianni Moscon      | Fabio Jakobsen        | Gianni Moscon             | Gianni Moscon                | Astana                 |
| 5                   | Matteo Trentin      | Gianni Moscon      | Pascal Ackermann      | Silvan Dillier            | Gianni Moscon                | Astana                 |
| 6                   | Fabio Jakobsen      | Gianni Moscon      | Fabio Jakobsen        | Silvan Dillier            | Gianni Moscon                | Astana                 |
| Classements finales | Classements finales | Gianni Moscon      | Fabio Jakobsen        | Silvan Dillier            | Gianni Moscon                | Astana                 |

## Liste des participants
| Lotto-Soudal LTS | Lotto-Soudal LTS         | Lotto-Soudal LTS |
| ---------------- | ------------------------ | ---------------- |
| Num              | Coureur                  | Pos              |
| 1                | Sander Armée (BEL)       | 57e              |
| 2                | Adam Hansen (AUS)        | 74e              |
| 3                | Rémy Mertz (BEL)         | 35e              |
| 4                | Lawrence Naesen (BEL)    | 38e              |
| 5                | Tosh Van der Sande (BEL) | 45e              |
| 6                | Harm Vanhoucke (BEL)     | 77e              |
| 7                | Enzo Wouters (BEL)       | 114e             |

| AG2R La Mondiale ALM | AG2R La Mondiale ALM         | AG2R La Mondiale ALM |
| -------------------- | ---------------------------- | -------------------- |
| Num                  | Coureur                      | Pos                  |
| 11                   | Alexis Vuillermoz (FRA)      | 29e                  |
| 12                   | Julien Duval (FRA)           | 102e                 |
| 13                   | Silvan Dillier (SUI)         | 43e                  |
| 14                   | Axel Domont (FRA)            | 28e                  |
| 15                   | Aurélien Paret-Peintre (FRA) | 24e                  |
| 16                   | Stijn Vandenbergh (BEL)      | 62e                  |
| 17                   | Clément Venturini (FRA)      | 30e                  |

| Astana AST | Astana AST               | Astana AST |
| ---------- | ------------------------ | ---------- |
| Num        | Coureur                  | Pos        |
| 21         | Sergey Chernetskiy (RUS) | 3e         |
| 22         | Laurens De Vreese (BEL)  | 73e        |
| 23         | Andriy Grivko (UKR)      | 16e        |
| 24         | Hugo Houle (CAN)         | 33e        |
| 25         | Riccardo Minali (ITA)    | 85e        |
| 26         | Luis León Sánchez (ESP)  | 8e         |
| 27         | Davide Villella (ITA)    | 14e        |

| Bahrain-Merida TBM | Bahrain-Merida TBM        | Bahrain-Merida TBM |
| ------------------ | ------------------------- | ------------------ |
| Num                | Coureur                   | Pos                |
| 31                 | Yukiya Arashiro (JPN)     | 68e                |
| 32                 | Giovanni Visconti (ITA)   | 37e                |
| 33                 | Feng Chun-kai (TPE)       | 65e                |
| 34                 | Manuele Boaro (ITA)       | 42e                |
| 35                 | Valerio Agnoli (ITA)      | 78e                |
| 36                 | Hermann Pernsteiner (AUT) | 41e                |
| 37                 | Wang Meiyin (CHN)         | 72e                |

| BMC Racing Team BMC | BMC Racing Team BMC        | BMC Racing Team BMC |
| ------------------- | -------------------------- | ------------------- |
| Num                 | Coureur                    | Pos                 |
| 42                  | Stefan Küng (SUI)          | 48e                 |
| 43                  | Richie Porte (AUS)         | AB-2                |
| 44                  | Jürgen Roelandts (BEL)     | 46e                 |
| 45                  | Michael Schär (SUI)        | 75e                 |
| 46                  | Miles Scotson (AUS)        | 103e                |
| 47                  | Nathan Van Hooydonck (BEL) | 17e                 |

| Bora-Hansgrohe BOH | Bora-Hansgrohe BOH             | Bora-Hansgrohe BOH |
| ------------------ | ------------------------------ | ------------------ |
| Num                | Coureur                        | Pos                |
| 51                 | Pascal Ackermann (GER) (route) | 52e                |
| 52                 | Erik Baška (SVK)               | 113e               |
| 53                 | Felix Großschartner (AUT)      | 2e                 |
| 54                 | Peter Kennaugh (GBR)           | 47e                |
| 55                 | Andreas Schillinger (GER)      | 70e                |
| 56                 | Michael Schwarzmann (GER)      | 61e                |
| 57                 | Rüdiger Selig (GER)            | 89e                |

| Groupama-FDJ GFC | Groupama-FDJ GFC      | Groupama-FDJ GFC |
| ---------------- | --------------------- | ---------------- |
| Num              | Coureur               | Pos              |
| 61               | Bruno Armirail (FRA)  | 98e              |
| 62               | Mickaël Delage (FRA)  | 80e              |
| 63               | Arnaud Démare (FRA)   | NP-6             |
| 64               | Romain Seigle (FRA)   | 40e              |
| 66               | Olivier Le Gac (FRA)  | 49e              |
| 67               | Ramon Sinkeldam (NED) | 76e              |

| Mitchelton-Scott MTS | Mitchelton-Scott MTS | Mitchelton-Scott MTS |
| -------------------- | -------------------- | -------------------- |
| Num                  | Coureur              | Pos                  |
| 71                   | Sam Bewley (NZL)     | NP-6                 |
| 72                   | Lucas Hamilton (AUS) | 79e                  |
| 73                   | Roger Kluge (GER)    | 109e                 |
| 74                   | Cameron Meyer (AUS)  | 84e                  |
| 75                   | Luka Mezgec (SLO)    | NP                   |
| 76                   | Matteo Trentin (ITA) | 21e                  |
| 77                   | Carlos Verona (ESP)  | 5e                   |

| Movistar Team MOV | Movistar Team MOV     | Movistar Team MOV |
| ----------------- | --------------------- | ----------------- |
| Num               | Coureur               | Pos               |
| 81                | Winner Anacona (COL)  | 19e               |
| 82                | Jorge Arcas (ESP)     | NP-6              |
| 83                | Carlos Barbero (ESP)  | 31e               |
| 84                | Carlos Betancur (COL) | 64e               |
| 85                | Rubén Fernández (ESP) | 7e                |
| 86                | Dayer Quintana (COL)  | 59e               |
| 87                | Jasha Sütterlin (GER) | 25e               |

| Quick-Step Floors QST | Quick-Step Floors QST       | Quick-Step Floors QST |
| --------------------- | --------------------------- | --------------------- |
| Num                   | Coureur                     | Pos                   |
| 91                    | Philippe Gilbert (BEL)      | 12e                   |
| 92                    | Davide Martinelli (ITA)     | 94e                   |
| 93                    | Rémi Cavagna (FRA)          | 4e                    |
| 94                    | Jhonatan Narváez (ECU)      | AB-2                  |
| 95                    | Dries Devenyns (BEL)        | 9e                    |
| 96                    | Maximilian Schachmann (GER) | 66e                   |
| 97                    | Fabio Jakobsen (NED)        | 87e                   |

| Dimension Data DDD | Dimension Data DDD                | Dimension Data DDD |
| ------------------ | --------------------------------- | ------------------ |
| Num                | Coureur                           | Pos                |
| 101                | Natnael Berhane (ERI)             | 10e                |
| 102                | Mekseb Debesay (ERI)              | 71e                |
| 103                | Nicholas Dlamini (RSA)            | 34e                |
| 104                | Bernhard Eisel (AUT)              | 51e                |
| 105                | Reinardt Janse van Rensburg (RSA) | 67e                |
| 106                | Nicolas Dougall (RSA)             | 97e                |
| 107                | Jay Robert Thomson (RSA)          | 81e                |

| EF Education First-Drapac EFD | EF Education First-Drapac EFD | EF Education First-Drapac EFD |
| ----------------------------- | ----------------------------- | ----------------------------- |
| Num                           | Coureur                       | Pos                           |
| 111                           | Hugh Carthy (GBR)             | 23e                           |
| 112                           | William Clarke (AUS)          | 96e                           |
| 113                           | Kim Magnusson (SWE)           | 100e                          |
| 114                           | Daniel McLay (GBR)            | 92e                           |
| 115                           | Rigoberto Urán (COL)          | 6e                            |
| 116                           | Julius van den Berg (NED)     | 104e                          |
| 117                           | Sep Vanmarcke (BEL)           | 69e                           |

| Katusha-Alpecin TKA | Katusha-Alpecin TKA          | Katusha-Alpecin TKA |
| ------------------- | ---------------------------- | ------------------- |
| Num                 | Coureur                      | Pos                 |
| 121                 | Jenthe Biermans (BEL)        | 50e                 |
| 122                 | Alex Dowsett (GBR)           | 39e                 |
| 123                 | José Gonçalves (POR)         | 20e                 |
| 124                 | Marco Haller (AUT)           | 105e                |
| 125                 | Viatcheslav Kouznetsov (RUS) | NP-6                |
| 126                 | Tony Martin (GER)            | 82e                 |
| 127                 | Baptiste Planckaert (BEL)    | NP-6                |

| LottoNL-Jumbo TLJ | LottoNL-Jumbo TLJ           | LottoNL-Jumbo TLJ |
| ----------------- | --------------------------- | ----------------- |
| Num               | Coureur                     | Pos               |
| 131               | Pascal Eenkhoorn (NED)      | 86e               |
| 132               | Dylan Groenewegen (NED)     | 91e               |
| 133               | Sepp Kuss (USA)             | 60e               |
| 134               | Neilson Powless (USA)       | 54e               |
| 135               | Timo Roosen (NED)           | 83e               |
| 136               | Gijs Van Hoecke (BEL)       | 93e               |
| 137               | Amund Grøndahl Jansen (NOR) | 90e               |

| Team Sky SKY | Team Sky SKY             | Team Sky SKY |
| ------------ | ------------------------ | ------------ |
| Num          | Coureur                  | Pos          |
| 141          | Leonardo Basso (ITA)     | 115e         |
| 142          | Jonathan Dibben (GBR)    | 116e         |
| 143          | Eddie Dunbar (IRL)       | 13e          |
| 144          | David López García (ESP) | 111e         |
| 145          | Owain Doull (GBR)        | 56e          |
| 146          | Gianni Moscon (ITA)      | 1er          |
| 147          | Pavel Sivakov (RUS)      | 27e          |

| Team Sunweb SUN | Team Sunweb SUN            | Team Sunweb SUN |
| --------------- | -------------------------- | --------------- |
| Num             | Coureur                    | Pos             |
| 151             | Simon Geschke (GER)        | 110e            |
| 152             | Chad Haga (USA)            | 99e             |
| 153             | Lennard Hofstede (NED)     | 108e            |
| 154             | Lennard Kämna (GER)        | 55e             |
| 155             | Søren Kragh Andersen (DEN) | 32e             |
| 156             | Martijn Tusveld (NED)      | 18e             |
| 157             | Max Walscheid (GER)        | 53e             |

| Trek-Segafredo TFS | Trek-Segafredo TFS       | Trek-Segafredo TFS |
| ------------------ | ------------------------ | ------------------ |
| Num                | Coureur                  | Pos                |
| 161                | Julien Bernard (FRA)     | 26e                |
| 162                | Gianluca Brambilla (ITA) | 22e                |
| 163                | Gregory Daniel (USA)     | 95e                |
| 164                | Alex Frame (NZL)         | 112e               |
| 165                | Ryan Mullen (IRL)        | 101e               |
| 166                | Grégory Rast (SUI)       | 58e                |
| 167                | Jasper Stuyven (BEL)     | 44e                |

| UAE Team Emirates UAD | UAE Team Emirates UAD       | UAE Team Emirates UAD |
| --------------------- | --------------------------- | --------------------- |
| Num                   | Coureur                     | Pos                   |
| 171                   | Fabio Aru (ITA)             | 15e                   |
| 172                   | Matteo Bono (ITA)           | 88e                   |
| 173                   | Yousif Mirza (UAE)          | 107e                  |
| 174                   | Jan Polanc (SLO)            | 11e                   |
| 175                   | Aleksandr Riabushenko (BLR) | 36e                   |
| 176                   | Ben Swift (GBR)             | 63e                   |
| 177                   | Oliviero Troia (ITA)        | 106e                  |

| Lotto-Soudal LTS | Lotto-Soudal LTS         | Lotto-Soudal LTS |
| ---------------- | ------------------------ | ---------------- |
| Num              | Coureur                  | Pos              |
| 1                | Sander Armée (BEL)       | 57e              |
| 2                | Adam Hansen (AUS)        | 74e              |
| 3                | Rémy Mertz (BEL)         | 35e              |
| 4                | Lawrence Naesen (BEL)    | 38e              |
| 5                | Tosh Van der Sande (BEL) | 45e              |
| 6                | Harm Vanhoucke (BEL)     | 77e              |
| 7                | Enzo Wouters (BEL)       | 114e             |

| AG2R La Mondiale ALM | AG2R La Mondiale ALM         | AG2R La Mondiale ALM |
| -------------------- | ---------------------------- | -------------------- |
| Num                  | Coureur                      | Pos                  |
| 11                   | Alexis Vuillermoz (FRA)      | 29e                  |
| 12                   | Julien Duval (FRA)           | 102e                 |
| 13                   | Silvan Dillier (SUI)         | 43e                  |
| 14                   | Axel Domont (FRA)            | 28e                  |
| 15                   | Aurélien Paret-Peintre (FRA) | 24e                  |
| 16                   | Stijn Vandenbergh (BEL)      | 62e                  |
| 17                   | Clément Venturini (FRA)      | 30e                  |

| Astana AST | Astana AST               | Astana AST |
| ---------- | ------------------------ | ---------- |
| Num        | Coureur                  | Pos        |
| 21         | Sergey Chernetskiy (RUS) | 3e         |
| 22         | Laurens De Vreese (BEL)  | 73e        |
| 23         | Andriy Grivko (UKR)      | 16e        |
| 24         | Hugo Houle (CAN)         | 33e        |
| 25         | Riccardo Minali (ITA)    | 85e        |
| 26         | Luis León Sánchez (ESP)  | 8e         |
| 27         | Davide Villella (ITA)    | 14e        |

| Bahrain-Merida TBM | Bahrain-Merida TBM        | Bahrain-Merida TBM |
| ------------------ | ------------------------- | ------------------ |
| Num                | Coureur                   | Pos                |
| 31                 | Yukiya Arashiro (JPN)     | 68e                |
| 32                 | Giovanni Visconti (ITA)   | 37e                |
| 33                 | Feng Chun-kai (TPE)       | 65e                |
| 34                 | Manuele Boaro (ITA)       | 42e                |
| 35                 | Valerio Agnoli (ITA)      | 78e                |
| 36                 | Hermann Pernsteiner (AUT) | 41e                |
| 37                 | Wang Meiyin (CHN)         | 72e                |

| BMC Racing Team BMC | BMC Racing Team BMC        | BMC Racing Team BMC |
| ------------------- | -------------------------- | ------------------- |
| Num                 | Coureur                    | Pos                 |
| 42                  | Stefan Küng (SUI)          | 48e                 |
| 43                  | Richie Porte (AUS)         | AB-2                |
| 44                  | Jürgen Roelandts (BEL)     | 46e                 |
| 45                  | Michael Schär (SUI)        | 75e                 |
| 46                  | Miles Scotson (AUS)        | 103e                |
| 47                  | Nathan Van Hooydonck (BEL) | 17e                 |

| Bora-Hansgrohe BOH | Bora-Hansgrohe BOH             | Bora-Hansgrohe BOH |
| ------------------ | ------------------------------ | ------------------ |
| Num                | Coureur                        | Pos                |
| 51                 | Pascal Ackermann (GER) (route) | 52e                |
| 52                 | Erik Baška (SVK)               | 113e               |
| 53                 | Felix Großschartner (AUT)      | 2e                 |
| 54                 | Peter Kennaugh (GBR)           | 47e                |
| 55                 | Andreas Schillinger (GER)      | 70e                |
| 56                 | Michael Schwarzmann (GER)      | 61e                |
| 57                 | Rüdiger Selig (GER)            | 89e                |

| Groupama-FDJ GFC | Groupama-FDJ GFC      | Groupama-FDJ GFC |
| ---------------- | --------------------- | ---------------- |
| Num              | Coureur               | Pos              |
| 61               | Bruno Armirail (FRA)  | 98e              |
| 62               | Mickaël Delage (FRA)  | 80e              |
| 63               | Arnaud Démare (FRA)   | NP-6             |
| 64               | Romain Seigle (FRA)   | 40e              |
| 66               | Olivier Le Gac (FRA)  | 49e              |
| 67               | Ramon Sinkeldam (NED) | 76e              |

| Mitchelton-Scott MTS | Mitchelton-Scott MTS | Mitchelton-Scott MTS |
| -------------------- | -------------------- | -------------------- |
| Num                  | Coureur              | Pos                  |
| 71                   | Sam Bewley (NZL)     | NP-6                 |
| 72                   | Lucas Hamilton (AUS) | 79e                  |
| 73                   | Roger Kluge (GER)    | 109e                 |
| 74                   | Cameron Meyer (AUS)  | 84e                  |
| 75                   | Luka Mezgec (SLO)    | NP                   |
| 76                   | Matteo Trentin (ITA) | 21e                  |
| 77                   | Carlos Verona (ESP)  | 5e                   |

| Movistar Team MOV | Movistar Team MOV     | Movistar Team MOV |
| ----------------- | --------------------- | ----------------- |
| Num               | Coureur               | Pos               |
| 81                | Winner Anacona (COL)  | 19e               |
| 82                | Jorge Arcas (ESP)     | NP-6              |
| 83                | Carlos Barbero (ESP)  | 31e               |
| 84                | Carlos Betancur (COL) | 64e               |
| 85                | Rubén Fernández (ESP) | 7e                |
| 86                | Dayer Quintana (COL)  | 59e               |
| 87                | Jasha Sütterlin (GER) | 25e               |

| Quick-Step Floors QST | Quick-Step Floors QST       | Quick-Step Floors QST |
| --------------------- | --------------------------- | --------------------- |
| Num                   | Coureur                     | Pos                   |
| 91                    | Philippe Gilbert (BEL)      | 12e                   |
| 92                    | Davide Martinelli (ITA)     | 94e                   |
| 93                    | Rémi Cavagna (FRA)          | 4e                    |
| 94                    | Jhonatan Narváez (ECU)      | AB-2                  |
| 95                    | Dries Devenyns (BEL)        | 9e                    |
| 96                    | Maximilian Schachmann (GER) | 66e                   |
| 97                    | Fabio Jakobsen (NED)        | 87e                   |

| Dimension Data DDD | Dimension Data DDD                | Dimension Data DDD |
| ------------------ | --------------------------------- | ------------------ |
| Num                | Coureur                           | Pos                |
| 101                | Natnael Berhane (ERI)             | 10e                |
| 102                | Mekseb Debesay (ERI)              | 71e                |
| 103                | Nicholas Dlamini (RSA)            | 34e                |
| 104                | Bernhard Eisel (AUT)              | 51e                |
| 105                | Reinardt Janse van Rensburg (RSA) | 67e                |
| 106                | Nicolas Dougall (RSA)             | 97e                |
| 107                | Jay Robert Thomson (RSA)          | 81e                |

| EF Education First-Drapac EFD | EF Education First-Drapac EFD | EF Education First-Drapac EFD |
| ----------------------------- | ----------------------------- | ----------------------------- |
| Num                           | Coureur                       | Pos                           |
| 111                           | Hugh Carthy (GBR)             | 23e                           |
| 112                           | William Clarke (AUS)          | 96e                           |
| 113                           | Kim Magnusson (SWE)           | 100e                          |
| 114                           | Daniel McLay (GBR)            | 92e                           |
| 115                           | Rigoberto Urán (COL)          | 6e                            |
| 116                           | Julius van den Berg (NED)     | 104e                          |
| 117                           | Sep Vanmarcke (BEL)           | 69e                           |

| Katusha-Alpecin TKA | Katusha-Alpecin TKA          | Katusha-Alpecin TKA |
| ------------------- | ---------------------------- | ------------------- |
| Num                 | Coureur                      | Pos                 |
| 121                 | Jenthe Biermans (BEL)        | 50e                 |
| 122                 | Alex Dowsett (GBR)           | 39e                 |
| 123                 | José Gonçalves (POR)         | 20e                 |
| 124                 | Marco Haller (AUT)           | 105e                |
| 125                 | Viatcheslav Kouznetsov (RUS) | NP-6                |
| 126                 | Tony Martin (GER)            | 82e                 |
| 127                 | Baptiste Planckaert (BEL)    | NP-6                |

| LottoNL-Jumbo TLJ | LottoNL-Jumbo TLJ           | LottoNL-Jumbo TLJ |
| ----------------- | --------------------------- | ----------------- |
| Num               | Coureur                     | Pos               |
| 131               | Pascal Eenkhoorn (NED)      | 86e               |
| 132               | Dylan Groenewegen (NED)     | 91e               |
| 133               | Sepp Kuss (USA)             | 60e               |
| 134               | Neilson Powless (USA)       | 54e               |
| 135               | Timo Roosen (NED)           | 83e               |
| 136               | Gijs Van Hoecke (BEL)       | 93e               |
| 137               | Amund Grøndahl Jansen (NOR) | 90e               |

| Team Sky SKY | Team Sky SKY             | Team Sky SKY |
| ------------ | ------------------------ | ------------ |
| Num          | Coureur                  | Pos          |
| 141          | Leonardo Basso (ITA)     | 115e         |
| 142          | Jonathan Dibben (GBR)    | 116e         |
| 143          | Eddie Dunbar (IRL)       | 13e          |
| 144          | David López García (ESP) | 111e         |
| 145          | Owain Doull (GBR)        | 56e          |
| 146          | Gianni Moscon (ITA)      | 1er          |
| 147          | Pavel Sivakov (RUS)      | 27e          |

| Team Sunweb SUN | Team Sunweb SUN            | Team Sunweb SUN |
| --------------- | -------------------------- | --------------- |
| Num             | Coureur                    | Pos             |
| 151             | Simon Geschke (GER)        | 110e            |
| 152             | Chad Haga (USA)            | 99e             |
| 153             | Lennard Hofstede (NED)     | 108e            |
| 154             | Lennard Kämna (GER)        | 55e             |
| 155             | Søren Kragh Andersen (DEN) | 32e             |
| 156             | Martijn Tusveld (NED)      | 18e             |
| 157             | Max Walscheid (GER)        | 53e             |

| Trek-Segafredo TFS | Trek-Segafredo TFS       | Trek-Segafredo TFS |
| ------------------ | ------------------------ | ------------------ |
| Num                | Coureur                  | Pos                |
| 161                | Julien Bernard (FRA)     | 26e                |
| 162                | Gianluca Brambilla (ITA) | 22e                |
| 163                | Gregory Daniel (USA)     | 95e                |
| 164                | Alex Frame (NZL)         | 112e               |
| 165                | Ryan Mullen (IRL)        | 101e               |
| 166                | Grégory Rast (SUI)       | 58e                |
| 167                | Jasper Stuyven (BEL)     | 44e                |

| UAE Team Emirates UAD | UAE Team Emirates UAD       | UAE Team Emirates UAD |
| --------------------- | --------------------------- | --------------------- |
| Num                   | Coureur                     | Pos                   |
| 171                   | Fabio Aru (ITA)             | 15e                   |
| 172                   | Matteo Bono (ITA)           | 88e                   |
| 173                   | Yousif Mirza (UAE)          | 107e                  |
| 174                   | Jan Polanc (SLO)            | 11e                   |
| 175                   | Aleksandr Riabushenko (BLR) | 36e                   |
| 176                   | Ben Swift (GBR)             | 63e                   |
| 177                   | Oliviero Troia (ITA)        | 106e                  |